# I Don't Understand You
I Don't Understand You è un film del 2024 scritto e diretto da David Joseph Craig e Brian Crano. 

## Trama
Dom e Cole sono una ricca coppia gay di Los Angeles che decide di celebrare il loro decimo anniversario di nozze in Italia, mentre decidono se vogliono diventare genitori.

## Promozione
Il primo trailer è stato diffuso il 10 aprile 2025.

## Distribuzione
Il film è stato presentato in anteprima mondiale al South by Southwest l'8 marzo 2024. Successivamente I Don't Understand You è stato presentato all'Overlook Film Festival e al Frameline Film Festival, prima di essere distribuito nelle sale statunitense dal 6 giugno 2025.

## Accoglienza
Il film è stato accolto tiepidamente dalla critica. L'aggregatore di recensioni Rotten Tomatoes riporta un indice di gradimento del 57%.